# Ryta z Cascii
Ryta z Cascii, także Rita, imię świeckie Margherita Mancini, z domu Lotti (ur. między 1360 a 1380 lub w 1381 w Roccaporenie, zm. 22 maja 1457 w Cascii) – włoska augustianka, stygmatyczka i święta Kościoła katolickiego.

## Życiorys

### Młodość

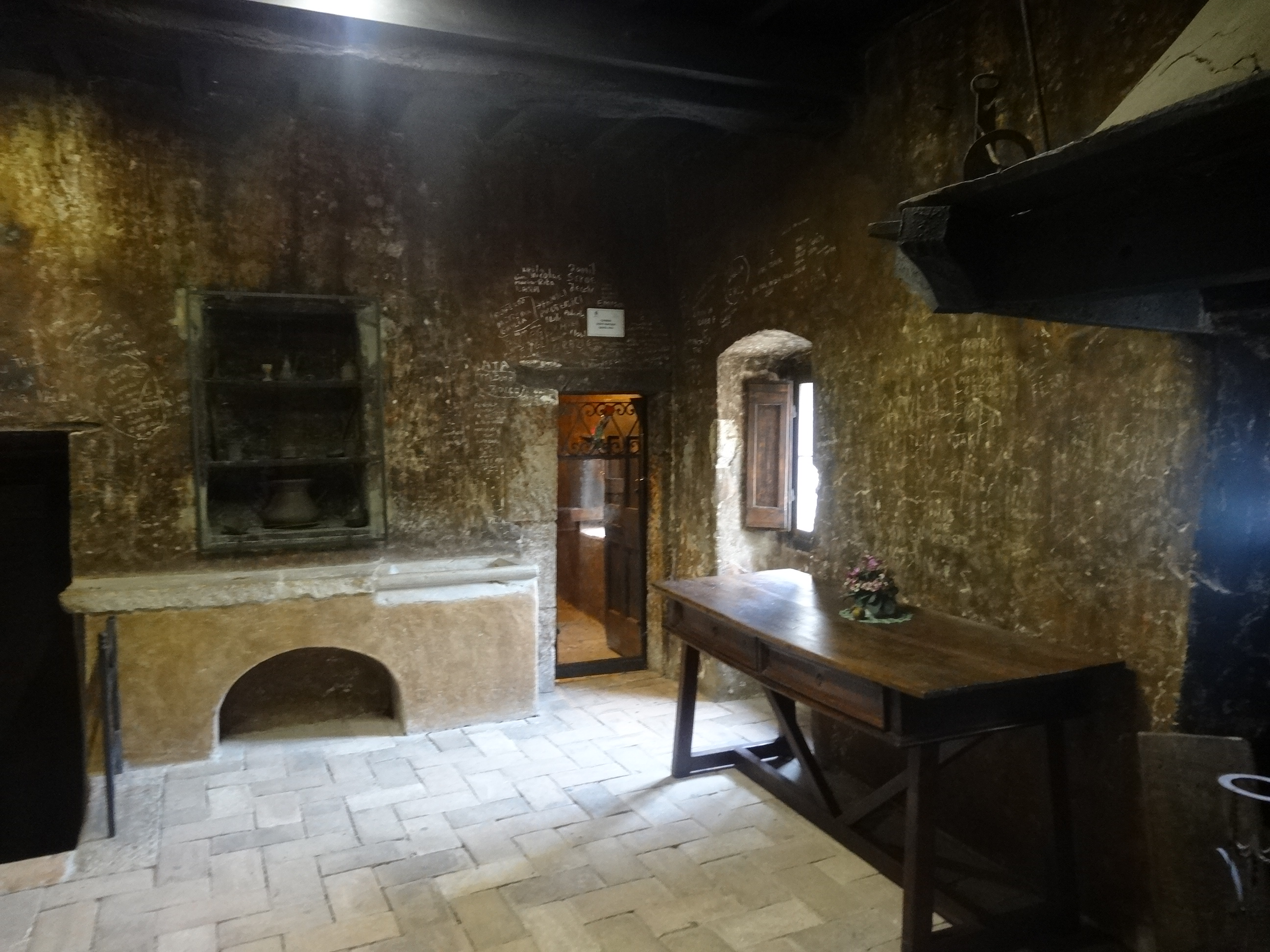
Wnętrze domu rodzinnego świętej Rity

Urodziła się prawdopodobnie w 1381 roku jako jedyne dziecko prostych ludzi – Antoniego i Amaty Lotti. Na chrzcie w kościele św. Marii-Pleby w Cascii otrzymała imię Margarita (od którego włoskim zdrobnieniem jest Rita).
Jako mała dziewczynka nie stwarzała rodzicom problemów, była wesoła, pogodna i pracowita. Szybko odkryła w sobie powołanie zakonne, według niektórych źródeł już w dzieciństwie. Z wiekiem jej wiara pogłębiała się. Mimo jej pragnienia wstąpienia do zakonu w wieku czternastu lat została wydana za mąż za Paula Manciniego.
Mancini był człowiekiem o trudnym charakterze, należącym do antypapieskiej frakcji gibelinów. Wspólne życie z Rytą złagodziło jednak jego obyczajowość. Obecnie większość badaczy odrzuca rozpowszechnioną niegdyś tezę, że Mancini mógł znęcać się nad żoną. Urodziła dwóch synów: Jakuba Antoniego i Pawła Marię.
W 1412 lub 1423 roku Mancini został zamordowany. Według jednej z wersji przed śmiercią rozmawiał z Rytą, wobec której przebaczył mordercom. Istnieje kilka teorii na temat motywów jego zabójstwa: mord polityczny dokonany przez zwolenników przeciwnej frakcji gwelfów, zabójstwo przez pobratymców za to, że w ostatnich latach życia Paolo zdystansował się od sporów politycznych lub czyjeś motywy osobiste.
Po śmierci ojca synowie postanowili pomścić go zgodnie z włoskim prawem wendety. Ryta wielokrotnie usiłowała ich od tego odwieść, jednak nie udało jej się to – dlatego w modlitwie prosiła Boga o to, aby uniemożliwił On popełnienie im grzechu morderstwa. Rok później obaj synowie zmarli, prawdopodobnie z powodu zarazy.

### Wstąpienie do klasztoru
Po śmierci męża i synów Ryta zapragnęła wstąpić do klasztoru św. Marii Magdaleny w Cascii. Została jednak odrzucona przez zakon ze względu na to, że była kojarzona z trwającym wciąż sporem między dwiema rodzinami – jej i rodziną jej męża. Postawiono jej – wydawało się – niewykonalny warunek: doprowadzić do pełnego pojednania i zakończenia sporów. Gdy w wieku 36 lat zdołała tego dokonać, została przyjęta. Zgodnie z legendą wstąpienie do zakonu miało charakter cudowny: w czasie snu Ryta została przeniesiona do klasztoru przez świętych: Jana Chrzciciela i Augustyna, a siostry, zastawszy ją rano w klasztornym kościele, do którego nie mogła w naturalny sposób dostać się przez zamkniętą furtę, postanowiły ją niezwłocznie przyjąć.
Św. Ryta w życiu zakonnym cierpliwie przyjmowała wszelkie cierpienia i odznaczała się niezwykłą łagodnością. Surowo się umartwiała. W 1442 roku w wielkim poście została obdarzona stygmatem rany na czole, jakby od kolca cierniowej korony.
W roku jubileuszowym 1450 odbyła wraz z siostrami pielgrzymkę do Rzymu.
Przed śmiercią miała widzenie Jezusa Chrystusa, który wyjawił jej dzień śmierci. Odeszła cicho 22 maja 1457 roku. Już przed pochowaniem jej ciała w okolicach Cascii zaczęto doświadczać cudownych uzdrowień i nawróceń. Jej ciało, zachowane bez naturalnego rozkładu, umieszczono pod ołtarzem w zakonnej kaplicy. Ze względu na wielki ruch pielgrzymów, w 1595 roku przeniesiono je do kościoła w Cascii.
Papież Urban VIII w roku 1628 zatwierdził kult Ryty. Uroczystej kanonizacji dokonał w roku 1900 papież Leon XIII.
Sarkofag z jej nienaruszonym ciałem do dziś znajduje się w bazylice – Sanktuarium w Cascii. Umieszczone jest w szklanej trumnie. Miejsce przyciąga wielu pielgrzymów z całego świata. Według relacji świadków jej ciało  przez wieki emanowało słodkawym zapachem. Świadkowie twierdzą, że widywali świętą leżącą w wielu różnych pozycjach, a jej oczy otwierały się i zamykały po śmierci.
Święta Ryta jest czczona szczególnie we Włoszech i Ameryce Południowej. Wiele sanktuariów pod wezwaniem św. Ryty znajduje się również we Francji, m.in. w Nicei i w północnej części kraju, w pobliżu Lille, w Vendeville.

## Kult

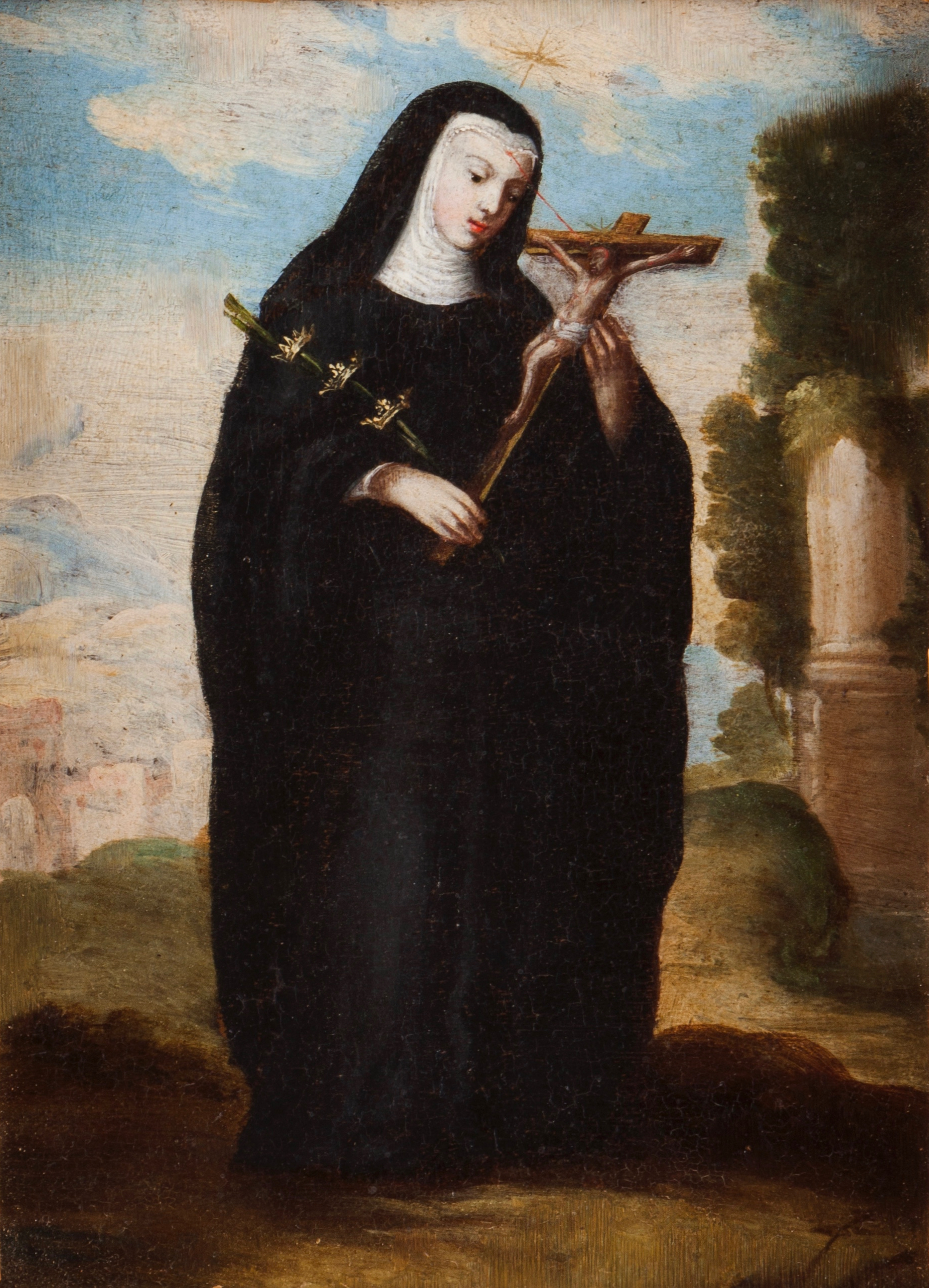
Tradycyjne przedstawienie św. Ryty na obrazie nieznanego portugalskiego artysty z XVI wieku

### Kult w Polsce
Kult św. Ryty istniał już w końcu XVIII wieku w kościele augustianów pw. św. Katarzyny w Krakowie, gdzie w ołtarzu głównym z XVII wieku znajduje się posąg Świętej (dłuta rzeźbiarza Wojciecha Maciejowskiego, ukończona w roku 1944). W nawie głównej jest jej figura z 1940 roku, obraz z XVII wieku oraz jej relikwiarz z XX wieku.
Od 2013 roku św. Ryta patronuje parafii NMP Częstochowskiej w Ligocie Małej na Dolnym Śląsku w gminie Oleśnica. 22. dnia każdego miesiąca w tej parafii odbywają się msze św. połączone z obrzędem poświęcenia róż, natomiast 22 maja odbywa się uroczysta msza św. odpustowa.
W kościele Dzieciątka Jezus na warszawskim Żoliborzu (ul. Czarnieckiego 15) znajduje się słynący łaskami wizerunek św. Ryty ufundowany w 1969 roku przez matkę, której syn za wstawiennictwem świętej został uzdrowiony z nieuleczalnej choroby. 22. dnia każdego miesiąca na mszy o godz. 18.00 w świątyni gromadzą się licznie jej czciciele, przynosząc ze sobą róże – symbol piękna i miłości połączonych z cierpieniem. Parafia otrzymała relikwie od sióstr z klasztoru w Cascii.
Miejscem kultu św. Ryty jest również Sanktuarium Przemienienia Pańskiego w Galewie w Wielkopolsce, gdzie od 2012 roku znajdują się relikwie św. Ryty.
1 stycznia 2014 roku dekretem arcybiskupa Stanisława Gądeckiego została powołana pierwsza w Polsce parafia pod wezwaniem św. Ryty, w Lusówku.
22 listopada 2014 roku odbyło się pierwsze nabożeństwo ku czci św. Ryty w Głębinowie koło Nysy. 22 maja 2015 roku nastąpiło wprowadzenie jej relikwii do kościoła św. Urbana.
22 dnia każdego miesiąca w Parafii św. Macieja Apostoła w Zabrzu odbywa się nabożeństwo z prośbą o wstawiennictwo Świętej w trudnych i beznadziejnych sprawach, połączone z Eucharystią w tych intencjach, uczczeniem relikwii, a także poświęceniem róż, jednego z atrybutów św. Ryty.
Od sierpnia 2016 roku relikwie krwi świętej Ryty z Cascii znajdują się w kościele parafii Narodzenia Najświętszej Maryi Panny w Turowie. 22. dnia każdego miesiąca o godzinie 18.00 odprawiana jest msza święta oraz nabożeństwo ku czci św. Ryty w obecności jej relikwii. W trakcie nabożeństwa odmawiana jest koronka do św. Ryty, po której następuje ucałowanie jej relikwii oraz tradycyjne ofiarowanie czerwonych róż, które są symbolem świętej. Przed mszą świętą istnieje możliwość podjęcia czerwonych róż, a po mszy świętej również koronek, różańców i obrazków świętej, za dobrowolną ofiarą na rzecz rozwoju kultu świętej w parafii.
W Sanktuarium Matki Bożej Opiekunki i Królowej Rodzin w Makowie Podhalańskim od roku 2014 22 dnia każdego miesiąca odprawiany jest różaniec wraz z intencjami, oraz nabożeństwo z poświęceniem róż. Gromadzi ono wiernych z Makowa oraz sąsiadujących parafii południowej Polski. W 2017 roku w związku z szybko rozwijającym się kultem, parafia makowska otrzymała z Cascii relikwie II stopnia.  
Kult św. Rity ma również miejsce w kościele Matki Boskiej Bolesnej w Gdyni-Orłowie, w którym znajduje się obraz świętej oraz jej relikwie. 22. dnia każdego miesiąca wierni podczas nabożeństwa do św. Rity, w trakcie którego dokonywany jest obrzęd poświęcenia przyniesionych ze sobą róż, zanoszą prośby w różnych intencjach. Ich skuteczność jest znana nie tylko na Pomorzu.
22 maja 2019 roku został erygowany nowy ośrodek duszpasterski pod wezwaniem św. Rity z Cascii przy ulicy Żupniczej 27 w Warszawie, w dekanacie grochowskim. 25 marca 2020 roku biskup Romuald Kamiński erygował w tym miejscu parafię pod wezwaniem św. Ryty z Cascii.
1 stycznia 2014 powstała rzymskokatolicka parafia znajdująca się we wsi Lusówko, tworząc nową pw. św. Rity w Lusówku (w wyniku wyodrębnienia z parafii św. Jadwigi i św. Jakuba Apostoła w Lusowie). Obecnie nabożeństwa odprawiane są w kaplicy, która mieści również probostwo. Obok kaplicy wznoszony jest kościół, który będzie pełnił funkcję świątyni parafialnej.
W parafiach m.in. w Chorzelowie (od ok. 2018), Moszczenicy (od 2022) i Sobolowie (od 2025) w każdy piątek wielkiego postu odprawiane jest nabożeństwo drogi krzyżowej ze św. Ritą. Podczas tych dróg krzyżowych odczytywane są intencje składane przez wiernych; nabożeństwa te kończą się błogosławieństwem róż oraz zgromadzonych wiernych relikwiami św. Rity.

#### Sanktuarium św. Rity w Nowym Sączu[39]

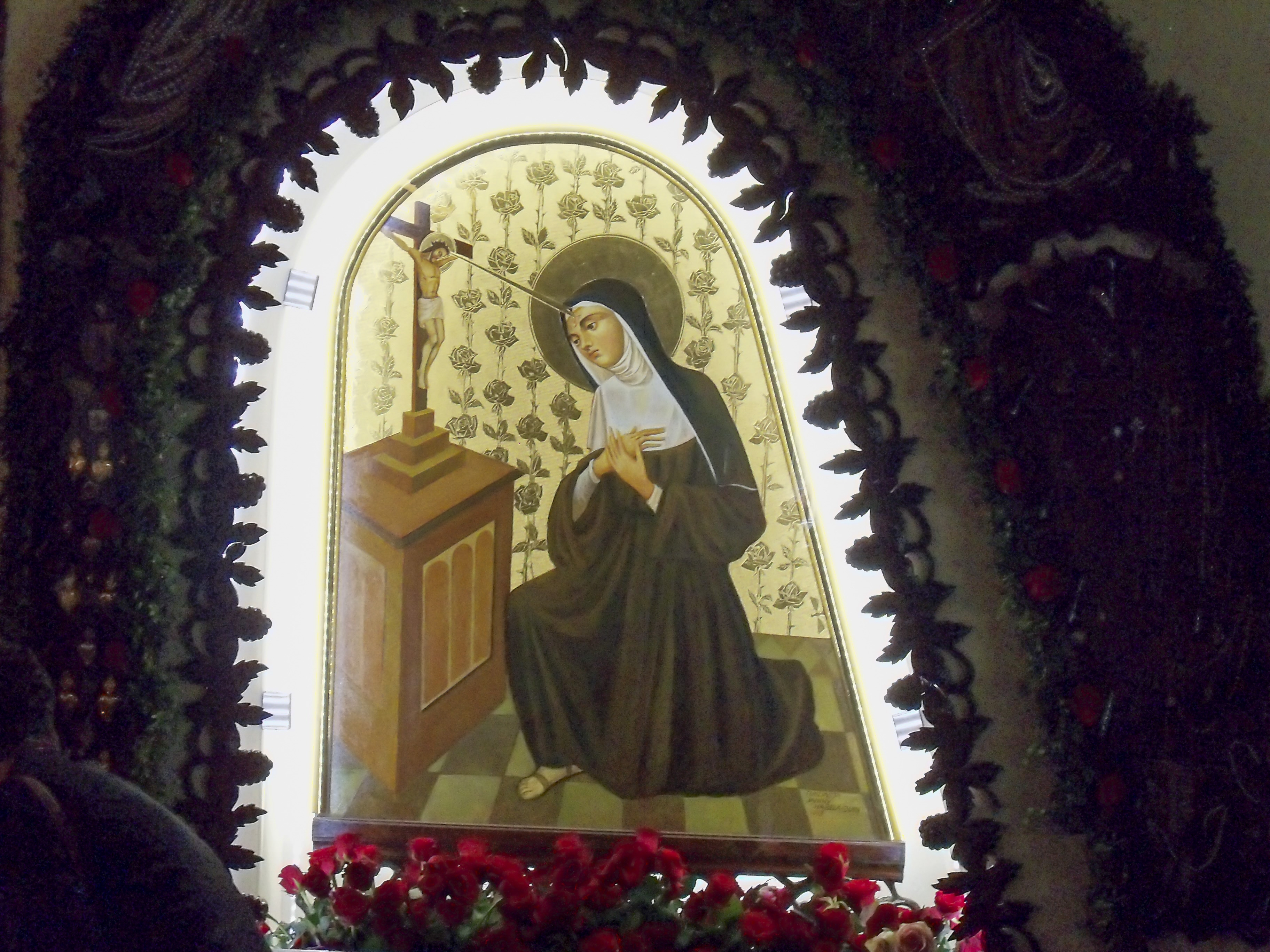
Obraz świętej Ryty w nowosądeckim sanktuarium

Jednym z najmłodszych ośrodków kultu św. Ryty jest parafia Matki Bożej Niepokalanej w Nowym Sączu. Kult ten został zapoczątkowany przez akt poświęcenia obrazu świętej. Dokonał tego ks. bp Piotr Bednarczyk 22 maja 1993 roku, w liturgiczne wspomnienie św. Ryty. Obraz namalowany przez miejscowego artystę Bernarda Wójcika, a będący wierną kopią obrazu Świętej znajdującego się w Cascii we Włoszech, ufundowała urodzona w Nowym Sączu, potem mieszkająca we Francji, a pod koniec życia znowu mieszkanka Nowego Sącza, Janina Habel-Juin jako wotum wdzięczności za łaski otrzymane od Boga przez wstawiennictwo św. Ryty, szczególnie łaskę pełnej wolności dla Polski, o którą p. Habel-Juin prosiła w dniach stanu wojennego w ojczyźnie. Propozycja ufundowania obrazu spotkała się z życzliwym przyjęciem ze strony ówczesnego proboszcza parafii, ks. prał. Zenona Rogoziewicza, który, od 1966 roku tworząc od podstaw nowosądecką parafię, w budowanym przez siebie kościele przewidział także miejsce, w którym mógł się znaleźć obraz świętej Ryty. W drugi czwartek każdego miesiąca o godz. 18.00 odmawiana jest w nowosądeckim kościele Matki Bożej Niepokalanej nowenna do świętej Ryty, w czasie której odczytywane są prośby i podziękowania. A co roku 22 maja, w dzień wspomnienia świętej, sprawowane są msze św., w czasie których błogosławi się róże. Przy obrazie św. Ryty w kościele znajdują się relikwie św. Ryty. Na terenie parafii (przy kościele) znajduje się ogród różany św. Ryty, w którym rosną róże, a w centralnym miejscu znajduje się figura przedstawiająca św. Rytę oraz znajdują się tam atrybuty świętej, m.in. figa, pszczoły. Od 19 maja 2019 parafia Matki Bożej Niepokalanej w Nowym Sączu została erygowana przez biskupa diecezjalnego do Sanktuarium św. Rity.

### Patronat

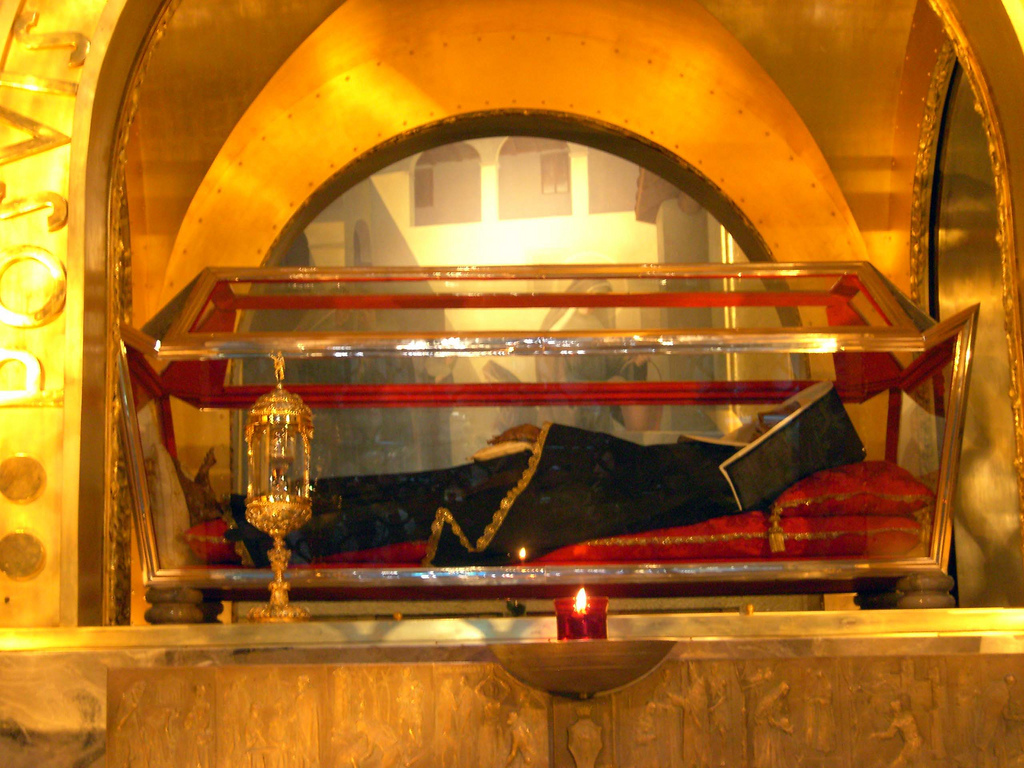
Nienaruszone ciało Ryty w bazylice św. Ryty w Cascii

W Kościele katolickim czczona jest jako święta od spraw trudnych i beznadziejnych, matek i kobiet we wszystkich stanach. Jest opiekunką wielu dzieł charytatywnych i bractw.
W Polsce jest patronką bractwa pod jej wezwaniem w Krakowie.
Wspólnota sióstr augustianek z Cascii przyznaje Nagrodę św. Rity kobietom, które w swym życiu – tak, jak św. Ryta – zrealizowały ewangeliczne przesłanie Chrystusa o przebaczeniu. Dotychczas otrzymały ją trzy Polki: Marianna Popiełuszko (1990), Eleni (1999) oraz Monika Kornecka (2021).

### Dzień obchodów
Jej wspomnienie liturgiczne w Kościele katolickim obchodzone jest 22 maja.
W tym dniu odprawiana jest uroczysta msza, po czym następuje poświęcenie róż. Jest to nawiązanie do zdarzenia sprzed jej śmierci, kiedy to w zimie zakwitły róże. Poświęcone płatki różane przynoszą ulgę w cierpieniu i zdrowie w chorobie. Symbolem św. Ryty jest róża – połączenie radości z cierpieniem.
Studenci mogą się modlić do św. Ryty o pomoc przy zdawaniu egzaminów.

### Ikonografia

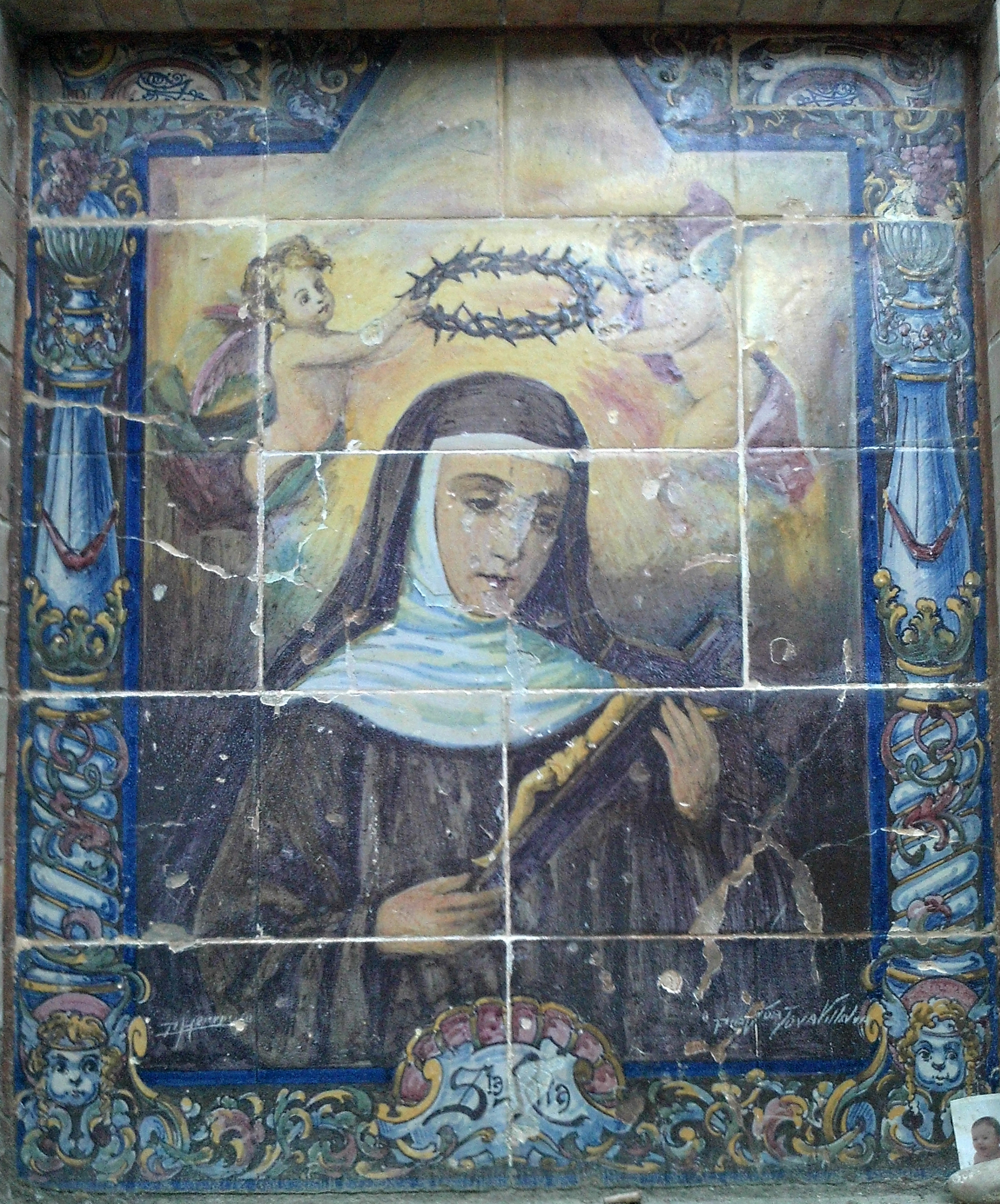
Wizerunek świętej Ryty na płytkach azulejo

W ikonografii święta przedstawiana jest w stroju zakonnym – w czarnym habicie i w białym welonie, z cierniem na czole.
Jej atrybutami są: dwoje dzieci, krucyfiks, cierń, figa, pszczoły i róża.